# Alberto Ongaro

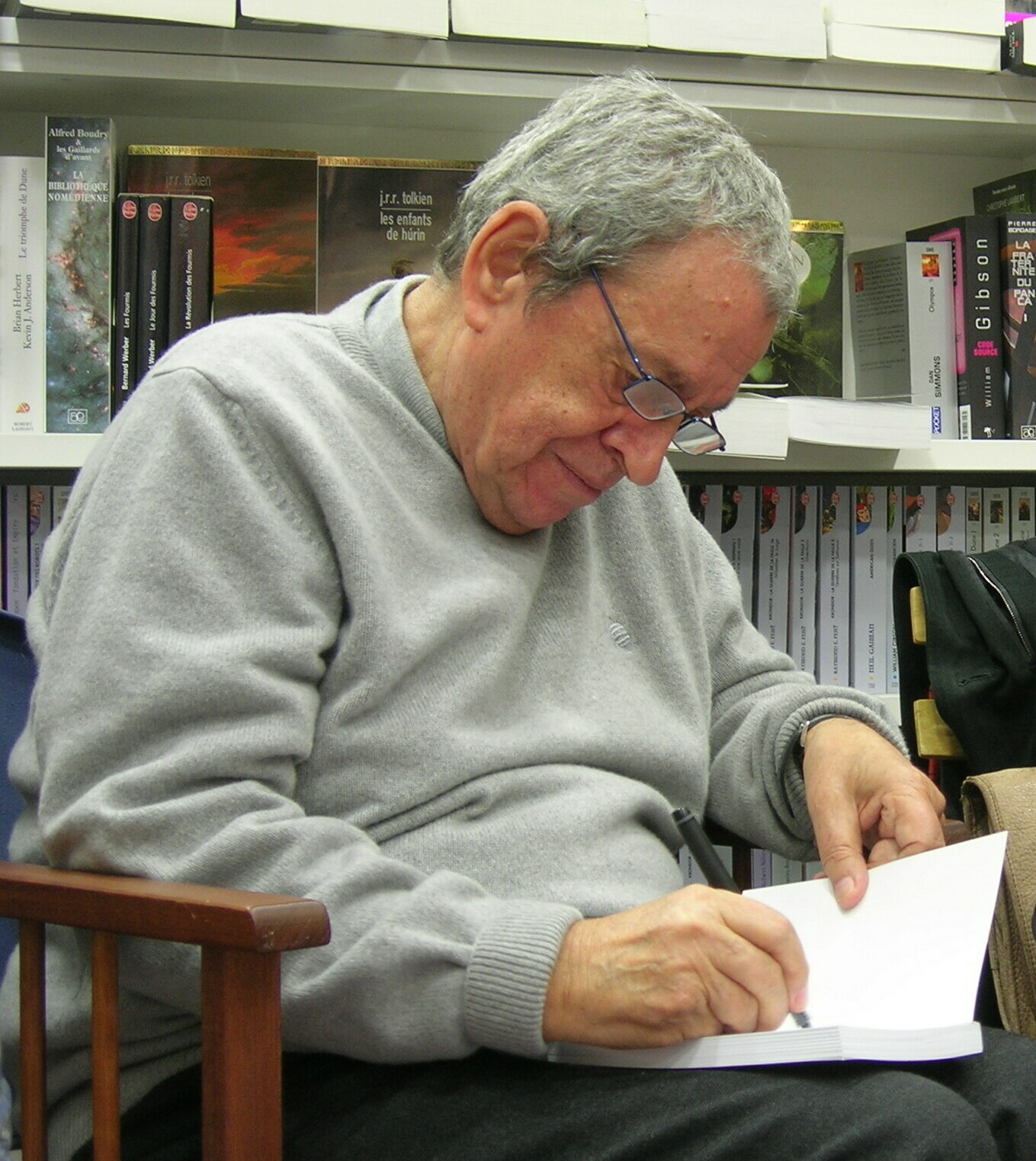
Ongaro während einer Signierstunde im Jahr 2008

Alberto Ongaro (* 22. August 1925 in Venedig; † 23. März 2018 ebenda) war ein italienischer Journalist, Schriftsteller und Comicautor.

## Leben und Werk
Mit seinen Freunden Dino Battaglia und Hugo Pratt gründete er im Jahr 1945 das nach einem Comic Pratts benannte Comic-Magazin Asso di Picche. Hierfür entstand die Serie Junglemen!, die von Ongaro geschrieben und zunächst von Battaglia zeichnerisch umgesetzt wurde. 1949 zog er für sieben Jahre gemeinsam mit Pratt, Faustinelli und Ido Pavone nach Buenos Aires, wo er Comics für den argentinischen Markt textete. Dies geschah auf Einladung Cesare Civitas vom Verlag Grupo Editorial Abril, der bereits zuvor neben Asso di Picche auch Junglemen! und andere Werke der italienischen Gruppe in seinem Magazin Salgari veröffentlicht hatte. Während der Zeit in Argentinien schrieb Ongaro weitere Geschichten der Reihe Junglemen!, die aber nicht vom in Italien zurückgebliebenen Battaglia, sondern nun von Pratt gezeichnet wurden. Nach seiner Rückkehr widmete er sich verstärkt dem Journalismus und der Schriftstellerei. Ab 1992 lieferte er unter dem Pseudonym Alfredo Nogara Texte für die Comicserie Nick Raider.
Auf Deutsch sind von Ongaro die Romane Der belebte Schatten (L' ombra abitata) und Das Spiel mit dem Tod (La partita) veröffentlicht worden. La partita ist im Jahr 1988 verfilmt worden; der Titel der deutschsprachigen Synchronisation lautet Die Partie seines Lebens. Darüber hinaus war er an weiteren Film- und Fernsehproduktionen beteiligt.